# Matwei Iwanowitsch Murawjow

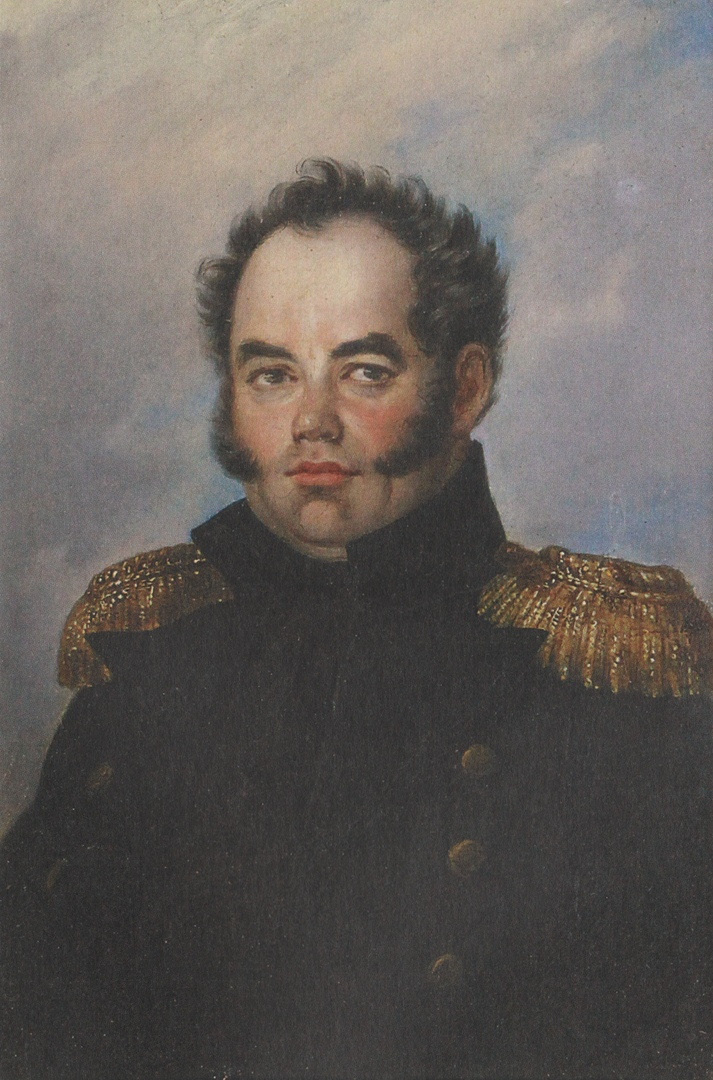
Matwei Iwanowitsch Murawjow (Zentrales Marinemuseum, St. Petersburg)

Matwei Iwanowitsch Murawjow (russisch Матвей Иванович Муравьёв; * 24. Märzjul. / 4. April 1784greg. im Ujesd Luga bei St. Petersburg; † 27. Septemberjul. / 9. Oktober 1836greg. im Gouvernement Kaluga) war ein russischer Marineoffizier und Forschungsreisender.

## Leben
Murawjow, Sohn des Artillerie-Offiziers Iwan Matwejewitsch Murawjow, trat in St. Petersburg im Februar 1792 in das Marine-Kadettenkorps ein, das er im Mai 1800 als Gardemarin verließ. Er diente 1802–1813 als Mitschman in der Baltischen Flotte. Er nahm am Russisch-Schwedischen Krieg (1808–1809) teil und 1813 am Befreiungskrieg in Mitteleuropa.
Murawjow trat 1817 in den Dienst der Russländisch-Amerikanischen Kompagnie (RAK) ein. Er nahm auf der von Benjamin Stuckey für die Weltumsegelung gebauten Sloop Kamtschatka an Wassili Golowins Weltumsegelung 1817–1819 teil. Zur Mannschaft gehörten auch Ferdinand von Wrangel, Friedrich Benjamin von Lütke und Fjodor Matjuschkin. Die Fahrt ging von Kronstadt um Kap Hoorn herum nach Petropawlowsk-Kamtschatski auf Kamtschatka, Nowo-Archangelsk in Russisch-Amerika, Fort Ross in Kalifornien und dann über Manila um das Kap der Guten Hoffnung herum zurück nach Kronstadt. Murawjow nahm an den astronomischen Ortsbestimmungen für die Beringinsel, die Tschirikow-Insel und die Inseln Medny und Attu teil. Nach der Rückkehr wurde er zum Kapitänleutnant befördert.
Im Dezember 1819 wurde Murawjow zum Gouverneur der RAK von Russisch-Amerika ernannt. Er reiste durch Sibirien nach Ochotsk und kam als Kommandant der Galiot Rumjanzew im September 1820 nach Nowo-Archangelsk auf der Insel Baranof, um die Geschäfte von dem  scheidenden Gouverneur Semjon Janowski zu übernehmen. Unter Murawjow erweiterte sich die Geschäftstätigkeit der RAK. Die Tlingit der Insel Baranof durften in ihre alten Siedlungsgebiete zurückkehren und bauten ihre Häuser außerhalb Nowo-Archangelsk direkt an den Palisaden. Durch den Handel mit den Tlingit verbesserte sich das Leben in Nowo-Archangelsk. Ein Verwaltungsgebäude, Werkstättengebäude und ein erstes Krankenhaus wurden gebaut.
Murawjow führte regelmäßige Inspektionen der verschiedenen RAK-Stationen ein und besuchte auch die Stationen auf den Andreanof-Inseln. Auf der Insel Kodiak ließ er eine Ziegelei errichten. Er beteiligte sich an der Erkundung Nordalaskas und schickte 1821 und 1822 Expeditionen aus. 1823 folgte eine  Expedition nach Oberkalifornien mit Jakow Dorofejew zur Sicherstellung der Seeotterjagd. Murawjow unterstützte die Missionstätigkeiten Herman von Alaskas und Innokenti Weniaminows und ließ Kirchen auf den Inseln Kodiak und Unalaska bauen.
Die Versorgung aus Kronstadt war schwierig und unzureichend. Murawjow schickte aufgrund drohenden Hungers Arvid Adolf Etholén ins Königreich Hawaiʻi, um Lebensmittel einzukaufen, obwohl der Handel mit Ausländern verboten war. Ein anderes Schiff holte Versorgungsgüter von den Märkten in San Francisco. Als dann britische und US-amerikanische Schiffe kamen, normalisierte sich die Lage.
Im Oktober 1825 übergab Murawjow die Geschäfte seinem Nachfolger Pjotr Tschistjakow, übernahm dessen RAK-Schiff Jelena und verließ im November 1825 Nowo-Archangelsk. Ein Sturm zwang ihn, San Francisco anzulaufen, das er im Januar 1826 verließ. Im September 1826 kam er nach Kronstadt zurück. Als Kapitän 1. Ranges arbeitete er in der RAK-Hauptverwaltung in St. Petersburg. 1831 wurde er Vizedirektor des Linienschiffbau-Departements des Marineministeriums. Im Oktober 1833 schied er aus dem aktiven Dienst.
Murawjow starb im Gouvernement Kaluga am 9. Oktober 1836 und wurde auf dem Smolensker Friedhof in St. Petersburg begraben.
Ein Berg auf der Insel Baranof wurde nach Murawjow benannt.